# David Janssen
David Janssen (Naponee, 27 de março de 1931 – Malibu, 13 de fevereiro de 1980) foi um ator norte-americano.

## Biografia
Começou sua carreira em 1952, no filme Bonzo Goes to College, e em seguida participou de produções importantes como Os Boinas Verdes (1968), The Shoes of the Fisherman (1968), Marooned (1969), Once Is Not Enough (1975), The Swiss Conspiracy (1976) e S.O.S. Titanic (1979, feito para a TV).
Sua popularidade aumentou através da participação em inúmeras séries de televisão, como Harry O e, principalmente, como o Dr. Richard Kimble de The Fugitive, na qual interpretava um homem injustamente acusado de haver assassinado a esposa. A série foi um sucesso de audiência em Portugal, no Brasil e nos Estados Unidos, onde foi apresentada de 1963 a 1967.
Janssen morreu em fevereiro de 1980, aos 48 anos, vítima de um ataque cardíaco.